# Comté de Gannawarra
Le comté de Gannawarra est une zone d'administration locale située dans le nord-ouest de l'État du Victoria en Australie.
Il résulte de la fusion en 1995 de l'arrondissement de Kerang et de la plus grande partie des comtés de Kerang et de Cohuna.
Le comté comprend les villes de Benjeroop, Cohuna, Kangaroo Lake, Kerang, Koondrook, Lake Charm, Lalbert, Murrabit, Leitchville, Macorna et Quambatook.
Le fleuve Murray forme La frontière nord-est du Comté. La Loddon River coule à travers le comté avant d'aller se jeter dans le Murray. Les forêts d'État de Gunbower  sont une source importante de gommier rouge, alimentant une scierie à Koondrook. L'île Gunbower est la plus grande île fluviale au monde. Elle est située entre le Murray et la Gunbower Creek, une anabranche du Murray.
La partie ouest de la Comté est principalement utilisée pour la production céréalière. Le nord et l'est ont une production et transformation laitière.
Les touristes sont attirés par les cours d'eau (pour la pêche) ainsi que les lacs (pour l'observation des oiseaux et les sports nautiques).